# Абрахамсон, Ричард
Ричард Нил Абрахамсон (англ. Richard Neal Abrahamson; род. 21 октября 1947, Мак-Минвилл, Орегон) — американский гандболист, полевой игрок. Участник летних Олимпийских игр 1972 и 1976 годов.

## Биография
Ричард Абрахамсон родился 21 октября 1947 года в американском городе Мак-Минвилл в штате Орегон.
Во время учёбы в Орегонском университете играл в баскетбол за вузовскую команду, на старшем курсе был её капитаном.
Впоследствии служил в американской армии, был первым лейтенантом 2-й пехотной дивизии 8-й армии в Южной Корее.
В 1972 году вошёл в состав сборной США по гандболу на летних Олимпийских играх в Мюнхене, занявшей 14-е место. Играл в поле, провёл 5 матчей, забросил 24 мяча (7 в ворота сборной Испании, 6 — Югославии, 5 — Дании, 4 — Японии, 2 — Венгрии).
В 1976 году вошёл в состав сборной США по гандболу на летних Олимпийских играх в Монреале, занявшей 10-е место. Играл в поле, провёл 5 матчей, забросил 24 мяча (7 в ворота сборной Чехословакии, по 5 — Румынии и Польше, 4 — Японии, 3 — Венгрии).
Впоследствии работал страховым агентом в фирмах Fullerton Insurance Agency и Brown & Brown Northwest в Портленде. Специализировался на стратегии управления рисками с особым акцентом на строительную отрасль.